# Johann Philipp Krieger
Pour les articles homonymes, voir Krieger.
Ne doit pas être confondu avec Adam Krieger ou Johann Krieger.
Johann Philipp Krieger (aussi orthographié Kriger, Krüger, Krugl, parfois italianisé en Giovanni Filippo Kriegher), né le 25 février 1649 et mort le 7 février 1725, est un compositeur et organiste allemand de la période baroque. Il est le frère aîné du compositeur et organiste Johann Krieger (1651 - 1735).

## Biographie
Les frères Krieger sont issus d'une famille de fabricants de tapis de Nuremberg. D'après Johann Mattheson (Grundlage einer Ehren-Pforte), Johann Philipp aurait commencé à étudier le clavier à l'âge de huit ans, auprès de Johann Drechsel, l'un des élèves de Froberger, ainsi que d'autres instruments auprès de Gabriel Schütz. Il se serait révélé très doué, jouant devant un public nombreux et composant après un an d'études musicales. Il quitte Nuremberg pour Copenhague, où il passe quatre ou cinq ans à étudier l'orgue auprès de Johann Schröder, alors organiste royal, et la composition avec Kaspar Förster (de). Les dates exactes de son séjour à Copenhague sont inconnues : 1665-1670 d'après Mattheson, 1663-1667 d'après Doppelmayr, auteur d'une biographie des habitants célèbres de Nuremberg en 1730. Pendant son séjour, Johann Philipp se voit proposer une charge d'organiste à Christiania, qu'il refuse.
Il séjourne à Zeitz avec son frère pour y étudier la composition, puis à Bayreuth, où il est successivement organiste de cour et maître de chapelle, Johann lui succédant comme organiste de cour. Mattheson et Doppelmayr diffèrent également en ce qui concerne la suite de la carrière de Johann Philipp : il est à Bayreuth en 1669-1670 d'après Doppelmayr, tandis que Mattheson le donne présent à Zeitz en 1670-1671 et simultanément à Bayreuth en 1670-1672. Les registres de la ville de Zeitz ne mentionnent ni l'un ni l'autre frère. Ceux de Bayreuth attestent la présence de Johann Philipp comme organiste de cour en 1673.
En 1673, le margrave de Bayreuth quitte la ville pour combattre dans la guerre de Hollande. Johann Philipp est autorisé à voyager en Italie en conservant son traitement. Il séjourne à Venise, où il étudie la composition avec Johann Rosenmüller et le clavier avec Giovanni Battista Volpe, puis à Rome, où il a pour professeurs Antonio Maria Abbatini (composition) et Bernardo Pasquini (clavier et composition). En 1675, il se rend à Vienne, alors l'un des plus importants centres de l'activité musicale, où il joue pour l'empereur Léopold Ier, qui, favorablement impressionné, l'anoblit ainsi que ses frères et sœurs.
Johann Philipp retourne ensuite à Bayreuth, puis se rend à Francfort et Cassel. Dans ces deux dernières villes, on lui propose un emploi, qu'il refuse ou n'occupe que pendant un temps très limité. Un document atteste sa présence à Halle comme organiste de cour le 2 novembre 1677. Auguste de Saxe-Weissenfels meurt en 1680 ; son fils Jean-Adolphe lui succède et déplace la cour à Weissenfels. Johann Philipp l'y accompagne comme maître de chapelle, charge qu'il conserve pendant quarante-cinq ans, jusqu'à sa mort. Deux ans plus tard, son frère Johann s'installe à Zittau, également pour y occuper le même emploi jusqu'à sa mort en 1725. Son fils Johann Gotthilf (1684-1732) le remplace alors.
Compositeur prolifique, Johann Philipp fournit un grand nombre d’œuvres profanes et sacrées pour la cour de Weissenfels, dont environ 2 000 cantates, au moins 18 opéras, des sonates en trio, etc. Il fait également interpréter de nombreuses œuvres d'autres compositeurs, dont il tient un registre. Il fait publier ses œuvres, notamment un recueil de sonates en trio (1688), un recueil de musique pour instrument à vent, etc. La plus grande partie a été perdue ; seules 76 cantates subsistent aujourd'hui.